# 列夫科維奇 (奧夫魯奇區)
51°22′15″N 28°28′8″E / 51.37083°N 28.46889°E
列夫科維奇（烏克蘭語：Левковичі），是烏克蘭北部的村莊，隸屬日托米爾州的科羅斯滕區。該村始建於1450年，面積0.19平方公里，海拔高度223米，2001年人口911，人口密度每平方公里4,897.85人。